# All-Ireland Senior Football Championship 1903
L'All-Ireland Senior Football Championship 1903 fu l'edizione numero 17 del principale torneo di calcio gaelico irlandese. Kerry batté in finale Londra ottenendo il primo trionfo della sua storia.

## All-Ireland Series
La formula prevedeva una sorta di All-Ireland interno, tra le sole contee irlandesi. La squadra vincitrice avrebbe raggiunto Londra in una finale generale. La fase finale si disputò due anni dopo i tornei provinciali.

### Semifinali
| Limerick 17 maggio 1905 | Kerry | 2-07 – 0-04 | Mayo |  |

| Dublino 21 febbraio 1905 | Kildare | 0-08 – 0-00 | Cavan | Jones' Road |

### Finali

#### Irlandese
| Tipperary 9 maggio 1905 | Kerry | 1-04 – 1-03 | Kildare |  |

Partita non terminata, fu ordinato il replay.
| Cork 27 agosto 1905 | Kerry | 0-07 – 1-04 | Kildare |  |

| Cork 15 ottobre 1905 | Kerry | 0-08 – 0-02 | Kildare |  |

#### Generale
| Dublino 12 novembre 1905 | Kerry | 0-11 – 0-03 | Londra | Jones' Road (10000 spett.) |